# Angela Becker-Fuhr
Pour les articles homonymes, voir Becker et Fuhr.

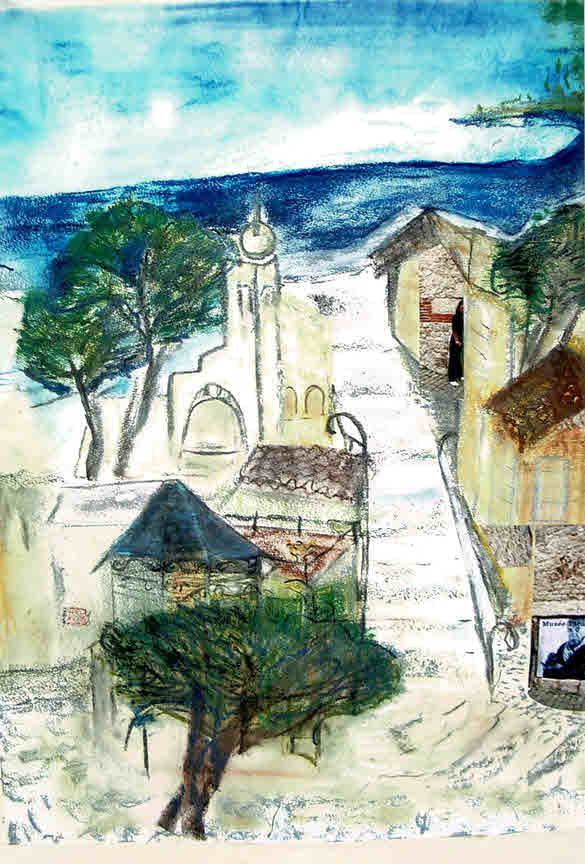
Antibes, aquarelle, 2020.

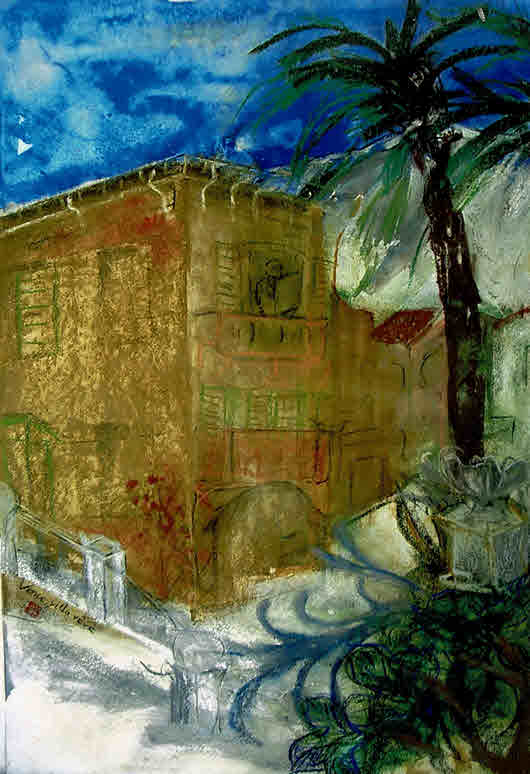
Villa Rêve, 2018.

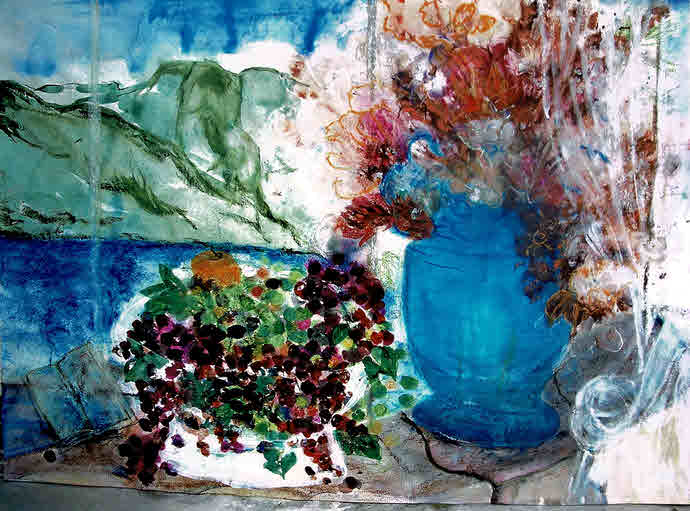
Les Choses de la vie, 2019.

Angela Becker-Fuhr est une peintre allemande née à Constance en 1946. Elle vit et travaille comme peintre indépendante à Öhningen, au bord du lac de Constance.

## Biographie
Angela Becker Fuhr a reçu très tôt des leçons de peinture et de dessin de son père, le professeur Curth Georg Becker (1904-1972). Après avoir terminé ses études, elle a d'abord effectué un apprentissage de libraire (1966-1968). Elle a ensuite fréquenté l'école de la publicité de Francfort-sur-le-Main (1970-1971), puis la Fachhochschule für Gestaltung (Collège de design) de Wiesbaden (1986-1988).
Sa résidence a changé entre Paris, Cologne, Berlin, Francfort-sur-le-Main, Wiesbaden et enfin, le retour au lac de Constance. Entre-temps, elle a beaucoup voyagé et travaillé en Europe du Sud et en Asie du Sud-Est.

## Œuvres
Le travail d'Angela Becker-Fuhr est caractérisé par la lumière du sud. En termes de figurativité et de coloration, elle suit l'héritage pictural de son père, de l'école française du modernisme classique, malgré son propre langage artistique.
Dans une sorte de « carnet de voyage » pictural, Angela Becker-Fuhr enregistre ses rencontres avec des paysages et des personnes proches et lointaines. Tout comme l'étrangeté de l'Asie ou la complexité de l'Italie, par exemple, elle transpose en images. Ainsi le sud de la France et ses sites, villes et paysages anciens. L'étrangeté et la distance nécessaire sont des stimuli et retiennent l'attraction du choix du motif.
Mais c'est encore et toujours des natures mortes et des intérieurs harmonieux qui font l'objet de son travail. Motivée par des raisons politiques et sociales, elle s'intéresse depuis longtemps au sort des réfugiés et des migrants, tant sur le plan mental que pictural.
Plus précisément, elle évoque l'exil des émigrants sur la côte méditerranéenne française pendant la Seconde Guerre mondiale qui y attendaient un visa et un passage par bateau pour s'exiler, et établit des parallèles avec le présent.

## Techniques
Aquarelle et techniques mixtes sur papier, collages, peintures sur matériaux, petites sculptures, fenêtres en verre au plomb.

## Expositions individuelles et ventes
- Archives Beuys, Château de Moyland
- Communauté d'Öhningen
- Goethe-Institut, Bangkok, Thaïlande
- Goethe-Institut, Yokgyakarta, Indonésie
- Musée Hermann Hesse Höri[1] (Gaienhofen)
- Bureau de district de Constance
- Collection Zurich Assurance, Zurich, Suisse
- Fondation Lilienberg, Ermatingen, Suisse
- Fondation de la Sparkasse Singen
- Collection de la ville de Stein am Rhein, Suisse
- Collection Zehnacker, Berlin
- Participation à des expositions collectives en Allemagne et en Suisse